# Gewone slangster
De gewone slangster (Ophiura ophiura) is een slangster uit de familie Ophiuridae. De wetenschappelijke naam van de soort werd als Asterias ophiura in 1758 door Carl Linnaeus gepubliceerd. Het wordt meestal gevonden op de kustbodems rond Noordwest-Europa. 

## Kenmerken
De gewone slangster heeft een cirkelvormige centrale schijf tot 3 mm breed en vijf radiaal aangebrachte, smalle armen elk tot 140 mm lang zijn. De kleur varieert van rood tot grijsbruin gevlekt met een lichtere onderkant. Zowel de boven- als onderkant van de schijf zijn bedekt met kalkhoudende platen. De armen zijn aan de bovenkant bevestigd in plaats van aan de rand van de schijf en verder kleine, scharnierende platen zorgen ervoor dat de armen heen en weer kunnen buigen. Kleine stekels op de armen liggen plat tegen het oppervlak. Vier grotere platen komen over de wortel van elke arm voor, waarbij het buitenste paar een kamachtige rand heeft, met elk 20 tot 30 fijne papillen. Een paar poriën wordt gezien tussen de onderste platen aan de wortel van de armen. Vijf grote mondschildplaten bevinden zich aan de onderkant van de schijf die de centrale mond omringen. De tanden bevinden zich in een verticale rij boven elk van de vijf kaken en ongeveer vijf mondpapillen bevinden zich aan elke kant van de kaak.

## Verspreiding en leefgebied
De gewone slangster wordt gevonden op de zeebodem in de noordoostelijke Atlantische Oceaan en de Noordzee, van Noorwegen en Zweden tot Madeira in het zuiden en de Middellandse Zee. Het wordt gevonden op zandbodems onder de laagwaterlijn in de neritische zone, ongeveer tot 200 meter. Het vertoont een voorkeur voor sedimenten met een fijne korrelgrootte en ongeveer 35% slibgehalte. Het is een algemene soort met in sommige jaren 20 tot 50 individuen per vierkante meter in de Noordzee. Komt in België en Nederland algemeen voor langs de gehele Noordzeekust, van de Waddenzee tot de Zeeuwse Eilanden.

## Biologie
De gewone slangster is een actieve slangster, die beweegt met een schokkerige zwembeweging van zijn poten en soms graaft. Het is een filtervoeder, die zich voedt met een breed scala aan voedsel, maar ook een bodemvoedende carnivoor en detritivoor. Het kan zijn armen regenereren als ze beschadigd of afgescheurd zijn.
Seksuele voortplanting vindt plaats tijdens de zomer, met bevruchting in het water. De larven zijn de typische ophiopluteus-larven van slangsterren en vestigen zich later op de zeebodem en aldaar in ongeveer twee maanden ontwikkelen tot juvenielen.